# Kedjeloba Mambo
Alain Kedjeloba Mambo, (7 maart 1974) is een gewezen Belgische atleet, van Congolese afkomst, die zich had toegelegd op het verspringen en het hink-stap-springen. Hij nam eenmaal deel aan de Europese indoorkampioenschappen en veroverde indoor en outdoor in totaal zeven Belgische titels.

## Biografie
Kedjeloba Mambo, de oudere broer van Djeke, veroverde tussen 1993 en 1999 vijf Belgische titels in het hink-stap-springen. In 1995 en 1996 werd hij ook twee opeenvolgende malen Belgisch indoorkampioen. In 2000 nam hij deel aan de Europese indoorkampioenschappen in Gent, maar raakte niet voorbij de kwalificaties.
Mambo was ook actief in het verspringen en werd in 1998 zelfs Belgisch kampioen in deze discipline.

### Clubs
Mambo begon zijn loopbaan bij Excelsior Sport Club, stapte daarna over naar Cercle Athlétique Brabant-Wallon.

### Studies
Mambo studeerde in de Verenigde Staten bij de University of Southern California.

## Belgische kampioenschappen
Outdoor
| Onderdeel          | Jaar                         |
| ------------------ | ---------------------------- |
| hink-stap-springen | 1993, 1995, 1997, 1998, 1999 |
| verspringen        | 1998                         |

Indoor
| Onderdeel          | Jaar             |
| ------------------ | ---------------- |
| hink-stap-springen | 1992, 1995, 1996 |

## Persoonlijke records
Outdoor
| Onderdeel          | Prestatie | Wind  | Datum           | Plaats      |
| ------------------ | --------- | ----- | --------------- | ----------- |
| verspringen        | 7,53 m    | 0 m/s | 19 juli 1998    | Brussel     |
| hink-stap-springen | 16,32 m   | 0 m/s | 2 augustus 1998 | Zwijndrecht |

Indoor
| Onderdeel          | Prestatie | Datum            | Plaats |
| ------------------ | --------- | ---------------- | ------ |
| 60 m horden        | 7,33 m    | 14 februari 1999 | Gent   |
| hink-stap-springen | 16,21 m   | 6 februari 2000  | Gent   |

## Palmares

### verspringen
- 1998:  BK AC – 7,53 m
- 1999:  BK AC indoor – 7,33 m
- 1999:  BK AC – 7,37 m

### hinkstapspringen
- 1992:  BK AC indoor - 15,35 m
- 1993:  BK AC indoor - 15,28 m
- 1993:  BK AC – 15,51 m
- 1993: 10e EK U20 in San Sebastian – 15,36 m
- 1994:  BK AC – 15,25 m
- 1995:  BK AC indoor – 15,02 m
- 1995:  BK AC – 15,99 m
- 1996:  BK AC indoor – 16,21 m
- 1996:  BK AC – 15,12 m
- 1997:  BK AC – 15,15 m
- 1998:  BK AC – 15,77 m
- 1999:  BK AC – 16,22 m
- 2000:  BK AC indoor – 16,21 m
- 2000: 23e in kwal. EK indoor in Gent – 15,62 m

### 110 m horden
- 1993: 7e in serie EK U20 in San Sebastian – 15,42 s

### 4 x 100 m
- 1993: 4e in serie EK U20 in San Sebastian – 42,23 s

## Onderscheidingen
- 1994: Grand Prix Avenir (Belofte) LBFA